# Свети Архангел Михаил (Радово)
Вижте пояснителната страница за други значения на Свети Архангел Михаил.
„Свети Архангел Михаил“ (на македонска литературна норма: „Свети Архангел Михаил“) е възрожденска православна църква в демирхисарското село Радово, Северна Македония. Църквата е под управлението на Крушевско-Демирхисарската епархия на Македонската православна църква.
Църквата е гробищен храм, разположен в на километър югозападно над селото. Изградена е в 1856 година, като е изписана в 1875 година. Живописта е запазена фрагментарно и е обновена в 1925 година. Църквата е обновена в 1934 година и в 80-те години на XX век.
В архитектурно отношение е еднокорабна базилика с полукръгъл свод, полукръгла апсида на изток и трем на запад. Покривът е на две води с керемиди. Фасадите са измазан.